# 康村諒
康村諒（1956年2月17日—），日本資深男性動畫師、動畫導演、製作人。出身於岐阜縣岐阜市。日本電影導演協會會員。別名沙賀諒。

## 人物簡介
放送大學文化科學研究科畢業。參加動畫製作以來加入過的動畫公司有Tiger Production、Studio Cockpit、太平洋動畫法人團體（Pacific Animation Corporation，簡稱PAC）、日本華特迪士尼動畫公司。2012年就任動畫公司Seven Arcs Pictures代表董事社長，至2019年3月卸任。
代表作有擔任導演的《魔境傳說Acrobunch》（首席導演）、《意甲小旋風》、《風中少女 金髮珍妮》、美國與日本跨海合作作品《霹靂貓》及擔任製作人的《爆笑吸血鬼'99》、《輝》等等。

## 主要參加作品

### 康村正一名義

#### 電視動畫
- 1976年：大空魔龍（演助進行）
- 1977年：一休和尚（演助進行）
- 1977年：金剛戰神（演助進行）
- 1977年：無敵巴拉達（演助進行）
- 1977年：霹靂日光號（演助進行）
- 1977年：鐵臂馬魯斯（演助進行）
- 1978年：銀河鐵道999（演助進行）
- 1978年：太空西遊記（演助進行）
- 1979年：海底超特急Marine Express（日语：海底超特急マリンエクスプレス）（演助進行）
- 1979年：哆啦A夢 (1979年版)（演出）
- 1979年：漫畫猿飛佐助（演出）
- 1979年：黑豹傳奇（演出）
- 1980年：天才小釣手（分鏡）
- 1980年：大白鲸（分鏡）
- 1980年：傳說巨神伊甸王（分鏡）
- 1981年：小婦人 (國際電影社版)（日语：若草の四姉妹）（演出）
- 1981年：河馬園長的動物園日紀（日语：カバ園長の動物園日記）（演出助手）
- 1981年：動畫親子劇場（日语：アニメ親子劇場）（演出）
- 1981年：甜甜的美妙冒險（日语：ハニーハニーのすてきな冒険）（演出）
- 1981年：（演出）
- 1981年：銀河旋風無賴我（演出）
- 1982年：戰鬥裝甲Xabungle（分鏡）
- 1982年：魔境傳說Acrobunch（首席導演）※名義。
- 1982年：超時空要塞（演出）
- 1983年：裝甲騎兵（演出）
- 1983年：銀河漂流拜法姆（演出）
- 1983年：機甲創世記（編劇、演出）
- 1984年：宇宙再生人（分鏡）
- 1984年：機甲界加里安（演出）

#### 電影動畫
- 1978年：（演出助手）
- 1981年：世界名作童話 白鳥之湖（製作進行）

### 康村諒名義

#### 電視動畫
日本國內
- 1990年：七海遊龍（演出）
- 1991年：櫻桃小丸子 (第1期)（分鏡）
- 1991年：意甲小旋風（日语：燃えろ!トップストライカー）（導演）
- 1992年：風中少女 金髮珍妮（導演、編劇）
- 1996年：鋼鐵神兵（演出）
- 1996年：機械女神J（演出）
- 1996年：名偵探柯南（分鏡）
- 1997年：爆笑吸血鬼'99（執行製作人）
- 1998年：烏龍派出所（演出）
- 1999年：輝（動畫製作人）
- 2002年：火影忍者（分鏡）
- 2002年：飆悍射將（分鏡）
- 2003年：我要上太空（分鏡）
- 2003年：HAPPY☆LESSON ADVANCE（演出）
- 2005年：異域傳說 The Animation（演出）
- 2005年：新宇宙飛龍（分鏡）
- 2006年：玻璃艦隊（分鏡）
- 2006年：嬌蠻之吻 Cool×Sweet（演出）
- 2006年：戀愛天使安琪莉可 ～心甦醒之時～（分鏡）
- 2006年：地上最強新娘（演出）
- 2006年：陰守忍者！（分鏡）
- 2006年：Happiness！（演出）
- 2007年：暮蟬悲鳴時解（分鏡）
- 2007年：（分鏡）
- 2007年：爆丸（演出）
- 2008年：遊☆戲☆王5D's（演出）
- 2008年：淘氣小親親（演出）
- 2013年：蟲奉行（首席製作人）
- 2014年：TRINITY SEVEN 魔道書7使者（製作人）
- 2016年：星夢手記（製作統括）
- 2016年：佐賀縣巡禮動畫 有田編「約束器　有田初（製作統括）
- 2016年：佐賀縣巡禮動畫 武雄編「冬誓 夏祭 武雄大楠」（製作統括）
- 2016年：ViVid Strike！（監修）
- 2017年：莉露莉露妖精 ～魔法之镜～（演出）
- 2018年：Basilisk ～櫻花忍法帖～（製作統括）
- 2018年：罪人與龍共舞 Dances with the Dragons（製作人）

國外
- 1985年：霹靂貓（第1期：演出，第3、4期：導演）
- 1987年：The Comic Strip（日语：The Comic Strip (TV series)）（總導演）
- 1987年：The Comic Strip－Street Frogs（日语：The Comic Strip (TV series)）（導演）

#### OVA
- 1992年：源氏（日语：源氏 (漫画)）（導演、編劇）
- 1993年：FIGHT！（導演、編劇）
- 1995年：YAMATO2520（演出）
- 1998年：櫻花大戰 轟華絢爛 第四幕（動畫製作擔當）
- 1999年：（原作、導演、編劇）
- 2000年：夜勤病棟（編劇）
- 2000年：真·瑠璃色的雪（日语：瑠璃色の雪）（編劇）
- 2001年：瑪琳與大和 不可思議的星期日（導演、製作人）

### 電影動畫
- 2002年：6 ANGELS（日语：シックス・エンジェルズ）（總演出）
- 2008年－2009年：宇宙戰艦大和號 復活篇（設定／2DCG擔當演出）
- 2016年：劇場版 銀河機攻隊 莊嚴皇子（動畫製作統括）
- 2017年：劇場版 TRINITY SEVEN -悠久圖書館與鍊金術少女-（首席製作人）
- 2017年：魔法少女奈葉Reflection（製作統括）
- 2019年：劇場版 TRINITY SEVEN -天空圖書館與緋紅的魔王-（首席製作人）

### 遊戲
- 1998年：巫紗的魔法物語（日语：ミサの魔法物語）（動畫導演）

## 相關項目
- Seven Arcs
- 日本動畫師列表